# Bhakti Marga
Bhakti Marga je náboženská organizace založená v roce 2005 guruem Paramahamsem Srim Swamim Vishwanandou. V její nauce se prolínají hinduistické, křesťanské a další prvky. Poskytuje placené služby náboženského, duchovního nebo uměleckého charakteru.

## Zakladatel Paramahamsa Sri Swami Vishwananda
Vishwananda (nebo také Višvánanda) se narodil roku 1978 a pochází z hinduistické rodiny z ostrova Mauricius. Údajně už v pěti letech se stal žákem jogína Mahávatara Babadžího, legendárního světce. Višvánanda se se svým učitelem setkal nejspíš pouze v duchovním smyslu. Považuje ho za ochránce lásky a víry v jednotnou božskou lásku. Po jeho vzoru Višvanánda převzal úkol učení o lásce, oddanosti, trpělivosti a jednotě. Za své poslání při tom považuje otevření lidských srdcí a šíření schopnosti bezpodmínečné lásky. Višvánanda vyzývá k trpělivosti na duchovní cestě a k víře v Boha a gurua (kterým je i on). S odevzdaností Bohu přichází i víra a konečným cílem duchovní cesty je dle něj sjednocení s božskou podstatou. V roce 2005 založil Vishwananda organizaci Bhakti Marga za účelem šíření této nauky. Ta má centrum v Německu, kde je ve městě Springen hlavní ášram (chrám světce, poutní místo) společnosti.
Višvanánda má ve strukturách organizace výsadní a zvláštní postavení. Z vnitřní literatury Bhakti Margy vyplývá, že je považovaný za inkarnaci božské lásky a samotného boha. Má disponovat zvláštními schopnostmi, například znát duše všech bytostí ve stvoření v jejich předešlých, současných i následujících inkarnacích., materializovat předměty (např. medailony štěstí), kolem jeho osoby se má zhmotňovat posvátný popel zvaný Vibhuti, na jeho těle se mají objevovat stigmata apod. Višvanánda je také považován za avatara (vysoká duchovní bytost, jež přichází na Zem z Absolutna) a je svými stoupenci hodnocen ve stejné kategorii jako Ježíš Kristus, Krišna a Ráma.
Religionista David Václavík řadí Bhakti Marga do kategorie malých, krátkou dobu existujících skupin lokálního charakteru soustředěnou kolem charismatického vůdce, k jejímž charakteristikám patří značná inovativnost a synkretický charakter. Bhakti Marga však z lokálního prostředí poměrně rychle vystupuje a expanduje.[zdroj?]

## Název
Původní význam slovního spojení Bhakti Marga znamená jednu z cest hinduistické tradice vedoucí k prozření a prožití jednoty s Absolutnem. Těchto cest je více a odpovídají různým životním etapám a lidským typům. V křesťanství dominuje typicky náboženská cesta oddanosti Bohu, jeho niterné i veřejné uctívání. Právě taková cesta je v hinduismu zvaná bhakti marga (cesta lásky). Vedle ní existuje karma marga – cesta činů a nesobeckého jednání a džánamarga – cestu gnostická, založená na meditativním poznání. Jóga má být systematizací těchto duchovních cest.

## Praktiky
Bhakti Marga je tedy cesta lásky, jejímž cílem je lidská seberealizace. V rámci této cesty údajně Mahávatar Babaji předal Višvanándovi techniku Atmakriya jóga (krijá – v sankskrtu čin, námaha). Ta zahrnuje recitaci manter, meditace, dechová cvičení, gesta s duchovním výrazem (mudry), ásany (tělesné pozice) a další. Další aktivitou ve Bhakti Marze je léčebná technika OM Chanting (dříve OM Healing), kruhově uspořádané sezení ve větším počtu lidí a společný zpěv mantry „óm“. Všem těmto technikám se přisuzuje účinnost při transformaci negativní energie, posilování zdraví a pozitivního vědomí a celkově pozitivní dopad. Bhakti Marga uplatňuje také zpívání Božích jmen, podobně jako např. Mezinárodní společnost pro vědomí Krišny (ISKCON). Tuto praxi započal už bengálský náboženský činitel Čaitanja Maháprabhu (1486 – 1533).
Bhakti Marga je zřizovatel poměrně hojného počtu kurzů malby, hudby, zmíněné jógy a dalších aktivit. Knihy, jejichž autory jsou buď zakladatel Vishwananda nebo některý z jeho stoupenců, jsou k zakoupení na internetu a akcích společnosti, jinak nejsou dostupné. Převážná část financování společnosti pochází z milodarů, prodeje knih a náboženských služeb, které již nejsou zahrnuty v bezplatných službách. První tři setkání/online sdílení jsou zdarma a dále jsou aktivity placené, uvádí společenství na svém webu.
Následovníci nejsou ke společnosti vázáni. Oddaní prochází iniciačním rituálem a zavazují se plnit podmínky, např. nejíst maso, vejce, nepít alkohol, dodržovat pokyny Swámího Vishwanandy, odesílat na účet Bhakti Margy 10% svého výdělku po odečtení základních výdajů (jídlo, nájem) a vykonávat tzv. sévu, tedy bezplatnou pomoc.
Ve vnitřní literatuře je psáno, že Višvanánda přijímá všechna náboženství a kultury a učí své následovníky jít za koncept náboženství; váží si a uctívá všechny velké mistry, světce, mudrce všech náboženství. Pozitivní myšlení je přednostní před kvalitou sdělovaných myšlenek (ať už psaných či řečených).[zdroj?]
V samotné náboženské praxi se uplatňuje společný zpěv mantry ÓM spolu s uzdravujícími doteky vlastního těla, meditace a púdža.

## Obsah víry
Bhakti Marga je svým obsahem blízká kompilaci různých věroučných obsahů z různých náboženských nauk. Cílem jejího působení je obnovit milostný vztah s Bohem. Je přítomná víra v inkarnaci, Máju, Mókšu , kosmické síly, energie, sílu následování gurua a svaté muže jako je i Mahavátar Babaji, který prostřednictvím zakladatele Bhakti Margy přináší lidstvu jak techniky dosažení větší jednoty s Bohem, tak své vlastní epištoly s údajnou moudrostí.
Důležitou roli má kniha Babaji: V jednotě s Bohem. Zde Babaji – prostřednictvím přímého diktátu autorce knihy, která během meditace s Babajim udržuje mentální spojení a zapisuje jeho slova – v úvodu říká, že chce vydat knihu s jeho epištolami. Autorka tomu přisuzuje zvláštní význam, protože zde vidí parafrázi Jana, žáka Krista, jemuž bylo podobně uloženo napsat knihu Zjevení. Kniha Babaji obsahuje několik myšlenek, které dokreslují charakter Bhakti Margy. Údajný Himálajský jogín zde mluví o Bhakti Marze jako o společnosti, která funguje po evidentně delší dobu, než po kterou je jako organizace brána. Dále zde mluví o závěrečných dnech Kalijugy, kde se cesta oddanosti, bhakti marga, jeví jako nejsnazší cestou k osvícení. Janovo evangelium skýtá příběh o městě vystaveném do čtverce, což je symbolické údajné vyjádření vzorce stvoření vystihujícího, jak současný věk Kalijugy (věk temna) přechází v nové zrození Satjajugy (věku pravdy), přičemž brána do tohoto města je přístupná každému a je zapečetěna v křišťálové matrici subatomárního poznání, jež je dáno všem lidem.
Kromě zmínek o kosmických číslech, subatomárním poznání apod., se v knize mluví o obnově, která následuje po destrukci, nezbytné součásti jakékoli reformace nebo o válce jako zvoleném zlu, které božství přináší proto, aby mohlo zazářit dobro. Babaji poté vybízí, aby se na něj jeho učni napojili při meditaci. Slibuje, že své přívržence naučí vše o světle a temnotě.
Analogické jevy ať už v pojímání vůdčí osobnosti náboženských společenství či jejich samotného fungování můžeme najít u takových hnutí, jako je např. ÁnandaMarga, SatjaSaí Bábovo učení, Sahadža jóga nebo škola Jóga v denním životě.[zdroj?] Toto společenství užívá i praktik jógy, ovšem bez jasného odkazu na konkrétní školu.

## Bhakti Marga v České republice
Roku 2013 je založen klášter na Kladně.
Společenství vlastní od roku 2016 rekreační objekt u obce Svojanov. Zde byl vybudován ášram společenství.